# 萩永佳奈子
萩永 佳奈子(はぎなが かなこ、1975年11月15日 - ）は、日本の陸上競技の元選手で、マラソンとクロスカントリー・ランニングに特化した。現役時代はワコール所属。
彼女は、1993年のアジアクロスカントリー選手権のジュニアレースで銀メダルを獲得した。1994年の世界クロスカントリー選手権で、彼女はジュニアレースで18位になり、チーム競技で銅メダルを獲得した。1995年の世界クロスカントリー選手権で、彼女はシニアレースで20位を終え、チーム競技で4位に終わった。彼女は、1996年の世界ハーフマラソン選手権で5位に終わった。 
彼女の個人的なベストタイムは、1996年5月に西宮で達成された5000メートルの15：47.3分だった。1995年5月に神戸で達成された10,000メートルの32：18.10分。1996年7月に札幌で達成されたハーフマラソンおよび1:09:47時間。

## 参照資料
1. ↑    - 萩永佳奈子 - ワールドアスレティックスのプロフィール（英語）
2. ↑  “Continental Cross Country Championships and Cups”. GBR Athletics.   Athletics Weekly. 2014年5月29日閲覧。
3. ↑  World women's all-time best 5000m (last updated 2001)
4. ↑  World women's all-time best 10000m (last updated 2001)
5. ↑  World women's all-time best half marathon (last updated 2001)